# جیمز فرانکو
جیمز ادوارد فرانکو (به انگلیسی: James Edward Franco) (زاده۱۹ آوریل ۱۹۷۸) بازیگر، کارگردان، فیلم‌نامه‌نویس، تهیه‌کننده، نویسنده، و نقاش آمریکایی است. او در سال ۲۰۱۸ توانست برای فیلم هنرمند فاجعه جایزه بهترین بازیگر مرد فیلم موزیکال یا کمدی را از مراسم جوایز گلدن گلوب به دست آورد.
بیشترین شهرت جیمز فرانکو بخاطر سه‌گانه مرد عنکبوتی و فیلم اُز بزرگ و قدرتمند است. جیمز فرانکو در مراسم اسکار ۲۰۱۱ همراه با آن هاتاوی مجری مراسم اسکار بود و در آن مراسم نامزد بهترین بازیگر نقش اول مرد برای فیلم ۱۲۷ ساعت بود که نصیب کالین فرث شد. بعدها گفته شد او چون می‌دانسته جایزه را نخواهد گرفت اجرای مراسم را پذیرفته است.

## زندگی و خانواده
جیمز در پالو آلتو کالیفرنیا زاده شد. مادرش شاعر، نویسنده و ویراستار است و پدرش مسئول شرکت ترابری است. آن دو با هم در دانشگاه استنفورد آشنا شدند. پدرش زمینهٔ خانوادگی پرتغالی و سوئدی و مادرش زمینهٔ روسی دارد و یهودی است. مادربزرگ پدریش نویسندهٔ کتاب‌های کودکان و مادربزرگ مادریش صاحب یک نمایشگاه نقاشی است و عضو فعال در سازمان ملی زنان یهودی بود. او دارای دو برادر کوچکتر از خود به نام‌های دیو فرانکو و تام فرانکو است.
جیمز فرانکو در ریاضی استعداد ویژه‌ای دارد و در سال ۱۹۹۶ از دبیرستان فارغ‌التحصیل شد. او در دبیرستان چندین نمایش اجرا کرد. همچنین دانش‌آموزان او را به عنوان شخصی با بهترین خنده انتخاب کردند. جیمز فرانکو سپس در دانشگاه کالیفرنیا، لس آنجلس به تحصیل زبان انگلیسی پرداخت. ولی پس از یک سال علی‌رغم مخالفت‌های پدر مادرش دانشگاه را ترک کرد تا بازیگری بیاموزد.
جیمز فرانکو به خاطر این توانایی خود اجازه پیدا کرد که ۶۲ واحد در ترم بردارد در حالی که بقیه حداکثر ۱۹ واحد می‌توانستند بردارند. او به نیویورک رفت و آنجا به دانشگاه هنر رفت و در رشتهٔ نویسندگی ادامه تحصیل داد. او در ۲۰۱۰ دانشجوی دکترای دانشگاه ییل شد.

## بازیگری

### آغاز
جیمز فرانکو بازیگری را از اواخر سال ۱۹۹۰ با ظاهر شدن در سریال‌های کوتاه و زندهٔ تلویزیونی و فیلم‌هایی مخصوص نوجوانان آغاز کرد. او در ۱۹۹۹ در یک سریال کوتاه تلویزیونی بازی کرد و گفت که بازی در آن بسیار لذت بخش و سازنده بود و بعدها عنوان کرد: تا پیش از بازی در این سریال خیلی از کار تلویزیونی سر درنمی‌آوردم بنابراین این مجموعه برایم مفید بود. نخستین کار جدی اش سال ۲۰۰۰ در کمدی - رمانتیک هرچی لازم باشه بود که در کنار دوست‌دختر آن موقعش، مارلا سوکولف بازی کرد. در سال ۲۰۰۱ نقش اصلی فیلم جیمز دین را بازی کرد که باعث شد جایزهٔ جایزهٔ گولدن گلوب را دریافت کند و نامزد جوایز امی نیز شود.

### زندگی حرفه‌ای

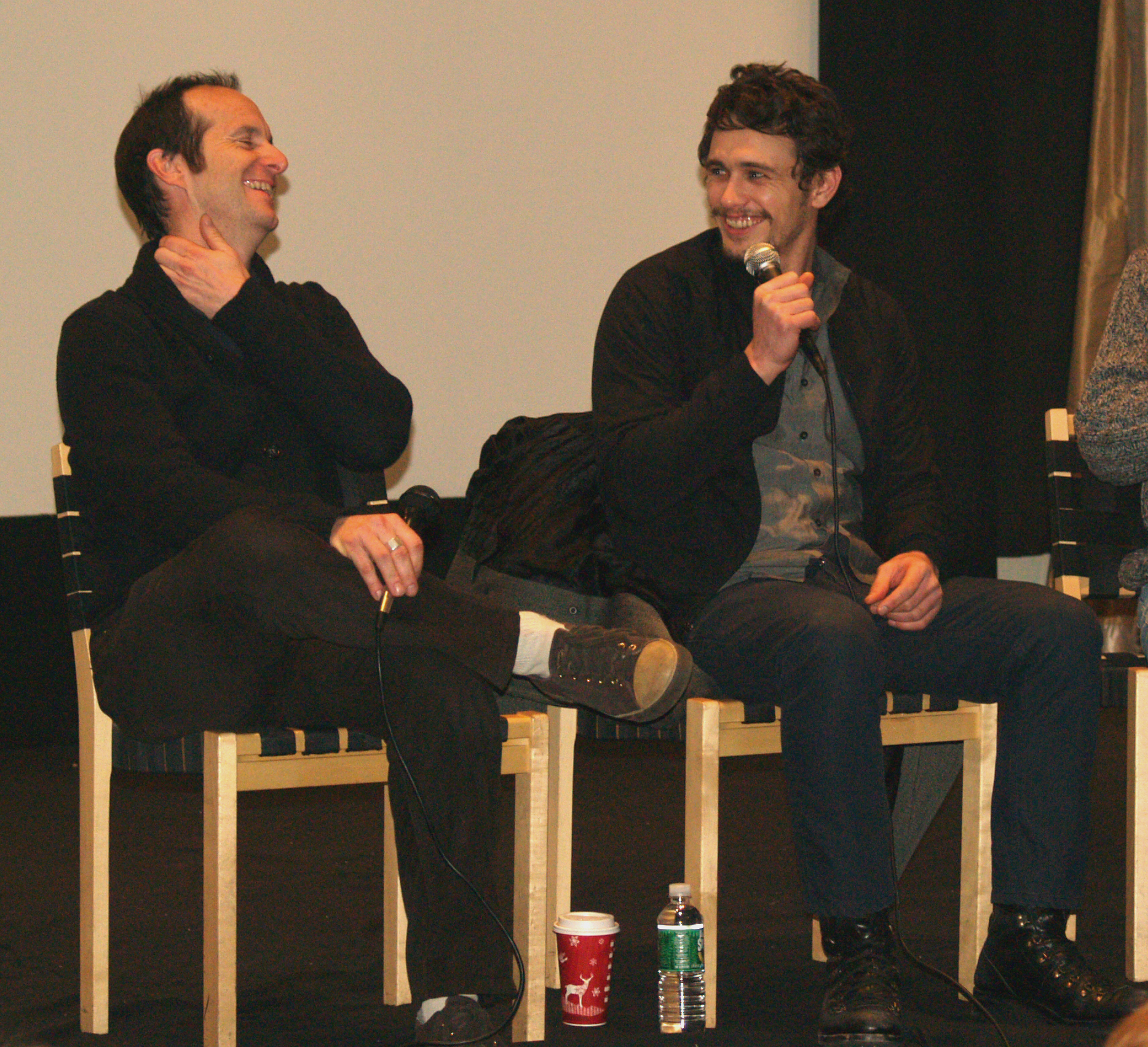
دنیس اوهر و فرانکو مشغول صحبت دربارهٔ نقششان در فیلم میلک محصول ۲۰۰۸

فرانکو پس از ایفای نقش هری آزبورن در مرد عنکبوتی به شهرت جهانی رسید. او نقش هری آزبورن دوست صمیمی شخصیت اصلی را بازی کرد. البته قرار بود فرانکو شخصیت اصلی فیلم را بازی کند که در نهایت به توبی مگوایر رسید. مرد عنکبوتی یک موفقیت بزرگ بود. در همان سال فرانکو در فیلم شهر ساحلی با رابرت دنیرو همبازی شد. در ۲۰۰۸ فیلم شرکت را ارائه داد.
موفقیت در مرد عنکبوتی باعث شد در مرد عنکبوتی ۲ نیز ایفای نقش کند. این فیلم رکورد جدیدی را رقم زد. سال بعد او در فیلم جنگی تازش بزرگ نقش کاپیتان ارتش ایالات متحده را بازی کرد.
سال ۲۰۰۶ در فیلم آناپولیس همکاری کرد و سپس نقش قهرمان افسانه‌ای تریستان را در فیلم حماسی- عاشقانهٔ تریستان و ایزولد را به نمایش گذاشت. او پس از آن به تمرین خلبانی پرداخت تا گواهی نامهٔ خلبانی خصوصی‌اش را دریافت کند تا بتواند در پسران پرواز بازی کند. در همان سال نقش کوتاهی در مرد حصیری کنار نیکولاس کیج، کارگردانش در فیلم سونی بازی کرد.
در ۲۰۰۷ او دوباره نقش هری آزبورن را در مرد عنکبوتی ۳ ایفا کرد. بر خلاف دو مجموعهٔ قبلی این کار، مرد عنکبوتی ۳ نظرات متفاوت منتقدان را به همراه داشت ولی پرفروش‌ترین کار فرانکو بود. در ۲۰۰۸ او در قطار آناناس بازی کرد که نیویورک تایمز در مقاله‌ای به تحسین او پرداخت. بازی او در این فیلم باعث شد که جایزهٔ گولدن گلوب بهترین بازیگر و جایزهٔ ام‌تی‌وی بهترین اجرای کمدی را از آن خود کرد.
او در ۲۰۰۹ و ۲۰۰۸ میزبان پخش زنده شنبه شب بود. او در کنار شان پن در میلک بازی کرد. او در این فیلم نقش دوست پسر شان پن به نام هاروی میلک بود. روزنامهٔ لس آنجلس تایمز در این رابطه نوشت: او جفت هنری خوبی در این فیلم برای شان پن بود و نقش عاشقی که از زندگی سیاسی خسته شده بود را به زیبایی به نمایش گذاشت؛ و جایزهٔ بهترین بازیگر نقش مکمل را دریافت کرد.
او در ۲۰۰۹ مجموعهٔ بیمارستان عمومی و در سی سنگ نقش خودش را بازی کرد. در ۲۰۱۰ فیلم برخاستن میمون‌ها را آماده کرد و در فیلم زوزه نقش یک شاعر را بازی کرد و به خاطر بازی در ۱۲۷ ساعت که نقش یک کوهنورد را ایفا کرد، تحسین شد و نامزد جایزه بهترین بازیگر نقش اول مرد اسکار و گلدن گلاب شد.
فیلم‌های ۲۰۱۱ او برخاستن میمون‌ها و والاحضرت (فیلم) است که در کنار ناتالی پورتمن و دنی مک براید بازی می‌کند. در نوامبر ۲۰۱۰ عنوان شد که او و آن هاتاوی میزبان هشتاد و سومین جوایز اسکار هستند.

## نویسندگی
جیمز فرانکو در ۲۰۱۰ کتاب پالو آلتو را منتشر کرد. این کتاب نظرات متفاوت منتقدان را به همراه داشت.

## در رسانه‌ها
به فرانکو به عنوان یک نماد جذابیت نگاه می‌شود و توسط Salon.com به عنوان جذاب‌ترین مرد زنده سال ۲۰۰۹ انتخاب شده است. همیشه پوشش رسانه‌ای زیادی از فرانکو وو به‌ویژه در مورد علاقه‌اش در مورد رفتن به دانشگاه وجود داشته است. در کنار آن، ادعا شده که در مورد فرانکو، توسط گزارش‌های رسانه‌ای، گویا بدنقلی صورت گرفته است و رسانه‌های خبری در مورد او اطلاعات اشتباه گزارش می‌کنند. این مطالب منجر به مسخره شدن وی در سکانس آخرهفته قسمتی از مجموعه اس ان ال شد که در ان یک نویسنده هفته نامه سرگرمی، «باهوش» تلقی شد. در مصاحبه‌ای در سال ۲۰۱۱ او تأکید کرد که:
 همه فکر می‌کنند که من آدمی هستم که همیشه فریاد می‌زند و می‌گوید، 'هی، به من نگاه کن. من توجه می‌خواهم.' من دانشگاه نمی‌روم که بعدش در موردم مقاله بدهند. فقط میرم دانشگاه؛ ولی حقیقت اینکه من به دانشگاه می‌روم یا اینکه یک نفر از من وقتی خوابم عکس می‌گیرد مثل این است که، 'بریم بپریم روش و به خاطر کارهای عجیب و غریبش، ازش انتقاد می‌کنیم.' چه کار عجیب و غریبی؟ من می‌نویسم. فیلم می‌سازم. دانشگاه می‌روم. مجری اسکار بودم. من این پروژه هارو جدی می‌گیرم.
در پاسخ به پرسش‌ها در مورد گرایش جنسی‌اش (که تاکنون سه شخصیت همجنس‌گرا را در طول حرفه بازیگری اش به تصویر کشیده) او تأکید می‌کند که جنبه‌های بیشتری را در مورد شخصیت‌هایش پیدا می‌کند تا تمایلات رختخوابی شان. جیمز فرانکو با کنایه می‌گوید: «یا میدونید چیه، شاید اصلاً همجنس‌گرا باشم.» شایعه‌ها منجر به مقاله Gawker که او را به یک آیتم کور صفحه شش نیو یورک پست در مورد یک بازیگر همجنس‌گرای مخفی با لقب "متجاوز همجنس‌گرا ربط می‌دهد. با وجود اینکه قربانی این حمله اتهامی شده بود نویسنده، انکار کرد که او فرانکو بوده است. بعداً دو مجله با وکیل فرانکو تماس گرفتند و گفتند که آن‌ها ممکن است قصه هائی را بنویسند و در آن‌ها مشارکت فرانکو را می‌خواهند اما قادر به این کار نیستند. چون دستکم بخشی از قصه‌هایشان ساختگی است. با این حال، گاکر، حذف مقاله را رد کرد. چون آنها خروجی کسی دیگر را منتشر کرده‌اند و به این اکتفا کردند که می‌توانند نظرشان را در مورد این احتکار روی وبگاه خود بدهد. او این را رد کرد به امید اینکه خودش از بین می‌رود. فرانکو بعداً این قسمت را بسیار توهین‌آمیز خواند چون دوستانی دارد که مورد تجاوز قرار گرفتند.
فرانکو به هفته‌نامه سرگرمی در مورد وابستگی خود به نقش‌های همجنس گرایانه و همچنین معنی این حرف در مورد سنت طولانی سؤال پرسیدن در مورد گرایش جنسی‌اش گفت: "دگرجنس گراست تا همجنس گراست؟' یا، "با تاسف می‌گوید،" 'این سومین فیلم همجنس گرائی توئه—بگو گی ای دیگه!" "و همه‌اش سر همینه، همجنس‌گرا یا دگرجنس گرا بودن، سر این ایده است که فرد مورد علاقه شما گرایش جنسی شما رو مشخص می‌کند.
جیمز جزء بازیگرانی است که عکس او در مجلات زیاد دیده می‌شود. او از معدود بازیگران مردی است که در عکس روی جلد مجله وگ که پرفروش‌ترین مجله دنیای فشن است دیده شده است. عکس او در مجله‌هایی مانند جی کیو، ال و ونیتی فیر که همگی جز پرفروش‌ترین مجلات فشن هستند و مجلات بسیار دیگر انتشار یافته است.
او به عنوان نماد جنسی نیز شناخته شده و در سال ۲۰۰۹ به عنوان جذاب‌ترین مرد زنده انتخاب شد. در دسامبر ۲۰۱۰ تایمز به او لقب «باحال‌ترین آدم دنیا» را داد.

## نقاشی

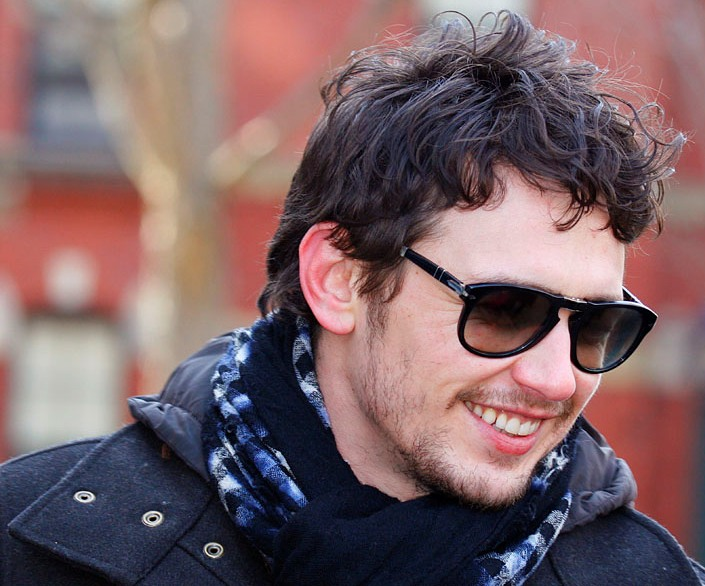
در فوریهٔ ۲۰۰۹

او در میان هنر به نقاشی هم علاقهٔ خاصی دارد و در دوران دبیرستان، نقاشی نیز می‌کرده است. خودش می‌گوید: نقاشی در دوران دبیرستان برایم مثل یک روزنه بود و در واقع بیشتر از آن چیزی که بازی کردم نقاشی کشیدم. نقاشی‌هایش در ۲۰۰۶ در لس آنجلس به نمایش گذاشته شدند. او همچنین در مرد عنکبوتی ۳ در صحنه‌ای داشت نقاشی می‌کشید.

## شریکان زندگی
معشوقه‌های او تا حالا مارلا سوکولف (۱۹۹۹ تا ۲۰۰۲)، اشلی هارتمن (۲۰۰۴ تا ۲۰۰۵)، لیندسی لوهان (۲۰۰۵)، سینا میلر (۲۰۰۶)، آنا ارایلی (۲۰۰۶ تا ۲۰۱۰)، اگنس دین (۲۰۱۰ تا ۲۰۱۱)، آماندا سیفرید (۲۰۱۱ تا ۲۰۱۲)، امیلیا کلارک (۲۰۱۳)، لانا دل ری (۲۰۱۴)، ارین جانسون (۲۰۱۴ تا ۲۰۱۷) و ایزابل پاکزاد (از ۲۰۱۷) بوده‌اند.

## اتهامات جنسی
در سال ۲۰۱۴ یک دختر ۱۷ ساله اسکرین‌شات‌هایی از پیام‌های ادعایی بین خود و فرانکو را در اینستاگرام منتشر کرد. این پیام‌ها نشان دادند که فرانکو در آن زمان ۳۵ ساله بود. پس از اینکه به او گفت ۱۷ ساله است تلاش کرد او را در اتاق هتل ملاقات کند. او چندین عکس از خودش فرستاد تا هویت واقعی خود را ثابت کند. فرانکو در لایو اعتراف کرد! با کلی و مایکل که پیام‌ها را نوشته بود. اگرچه اقدامات او قانونی بود زیرا سن رضایت در نیویورک ۱۷ سال است او به دلیل فاصله سنی زیاد مورد واکنش رسانه‌ها قرار گرفت. او ابتدا به این رسوایی پاسخ داد: «امیدوارم والدین، نوجوانان خود را از من دور کنند. متشکرم». او بعداً اظهار داشت که خجالت زده است و درس آموخته است.
جیمز فرانکو صاحب یک مدرسه بازیگری بود که سال‌ها اتهامات بسیاری دربارهٔ رفتار جنسی نامناسب در این مدرسه مطرح می‌شد. او در دسامبر ۲۰۲۱ اعتراف کرد که با هنرجویان مدرسه بازیگری‌اش رابطه جنسی داشته است. در سال ۲۰۱۹ پرونده‌ای علیه در لس آنجلس تنظیم شد که می‌گفت جیمز فرانکو در برابر رابطه جنسی، امکان بازی در فیلم‌ها را فراهم می‌کرده است. وی همچنین بازیگران را می‌ترسانده است. او در ژوئیه ۲۰۲۱ پس از شکایت به دلیل رفتار جنسی نسبت به هنرجویان زن در آموزشگاه بازیگری خود با پرداخت ۲٫۲ میلیون دلار موافقت کرد. او در درپادکست جس کیگل گفت که با هنرجویانش می‌خوابیده و این اشتباه بوده است. او گفته که از سال ۲۰۱۶ در حال درمان اعتیاد جنسی بوده و تلاش کرده که کارهای زیادی برای تغییر شخصیتش انجام دهد.

## فیلم‌شناسی
- ۱۹۷۳ (۱۹۹۸)
- برای خدمت و حفاظت (۱۹۹۹)
- هرگز بوسیده نشده (۱۹۹۹)
- فریک‌ها و گیک‌ها (۱۹۹۹)
- هرچی لازم باشه (۲۰۰۰)
- جیمز دین (۲۰۰۱)
- سانی (۲۰۰۲)
- شیطان وحشی (۲۰۰۲)
- شهر ساحلی (۲۰۰۲)
- مرد عنکبوتی (۲۰۰۲)
- وحشیانه پریشان (۲۰۰۲)
- کمپانی (۲۰۰۳)
- مرد عنکبوتی ۲ (۲۰۰۴)
- میمون (۲۰۰۵)
- یورش عظیم (۲۰۰۵)
- طلای احمق (۲۰۰۵)
- میمون (۲۰۰۵)
- تریستان و ایزولد (۲۰۰۶)
- آناپولیس (۲۰۰۶)
- مرد حصیری (۲۰۰۶)
- پسران پرواز (۲۰۰۶)
- دختر مرده (۲۰۰۶)
- تعطیلات (۲۰۰۶)
- مرد عنکبوتی ۳ (۲۰۰۷
- آماده کردن (۲۰۰۷)
- در درهٔ اله (۲۰۰۷)
- تمام کردن بازی (۲۰۰۷)
- یک جنایت آمریکایی (۲۰۰۷)
- مصاحبه (۲۰۰۷ (صدا)
- کامیله (۲۰۰۷)
- اوقات خوش مکس (۲۰۰۷)
- پاین‌اپل اکسپرس (۲۰۰۸)
- شب‌ها در رودانته (۲۰۰۸)
- کمیل (۲۰۰۸)
- میلک (۲۰۰۸)
- بیمارستان عمومی (۲۰۰۹)
- سی سنگ (۲۰۱۰)
- زوزه بکش (۲۰۱۰)
- شب قرار (۲۰۱۰)
- بخور، عبادت کن، عشق بورز (۲۰۱۰)
- شخص سوم (۲۰۱۰)
- زوزه (۲۰۱۰)
- عشق و بی‌اعتمادی (۲۰۱۰)
- ۱۲۷ ساعت (۲۰۱۰)
- زنبور سبز (۲۰۱۱)
- والاحضرت (۲۰۱۱)
- ظهور سیاره میمون‌ها (۲۰۱۱)
- در ستایش سایه‌ها (۲۰۱۱)
- درباره چری (۲۰۱۲)
- آیسمن (۲۰۱۲)
- حرف (۲۰۱۲)
- حرف (۲۰۱۲)
- رنگ زمان (۲۰۱۲)
- کینک (۲۰۱۳)
- فرزند خدا (۲۰۱۳)
- از بزرگ و قدرتمند (۲۰۱۳)
- تعطیلات بهاری (۲۰۱۳)
- خط مقدم خانه (۲۰۱۳)
- گور به گور (۲۰۱۳)
- پالو آلتو (۲۰۱۳)
- این پایان است (۲۰۱۳)
- بوکوفسکی (۲۰۱۳)
- لاولیس (۲۰۱۳)
- خشم و هیاهو (۲۰۱۴)
- مصاحبه (۲۰۱۴)
- مردم خوب (۲۰۱۴)
- خاطرات آدرال (۲۰۱۵)
- خاطره (۲۰۱۵)
- شب قبل (۲۰۱۵)
- شهبانوی بیابان (۲۰۱۵)
- شازده کوچولو (۲۰۱۵)
- داستان واقعی (۲۰۱۵)
- همه چیز درست می‌شود (۲۰۱۵)
- اسب‌های وحشی (۲۰۱۵)
- مهمانی سوسیسی (۲۰۱۶)
- ۱۱٫۲۲٫۶۳ (۲۰۱۶)
- چرا او؟ (۲۰۱۶)
- در نبردی مشکوک (۲۰۱۶)
- شاه کبرا (۲۰۱۶)
- کشور سوخته (۲۰۱۶)
- انباری (۲۰۱۷)
- موسسه (۲۰۱۷)
- نمایش (۲۰۱۷)
- من مایکل هستم (۲۰۱۷)
- هنرمند فاجعه (۲۰۱۷)
- تصنیف باستر اسکراگز (۲۰۱۸)
- کین (۲۰۱۸)
- دنیای آینده (۲۰۱۸)
- متظاهران (۲۰۱۸)
- عدالت شمالی (۲۰۱۹)
- زیروویل (۲۰۱۹)